# Station Rundelen
Station Rundelen is een halte in Fjellhammer in de gemeente Lunner in fylke Viken in Noorwegen. De halte werd geopend in 1964 maar werd in 2006 alweer gesloten. 